# Seidler
Seidler ist ein deutscher Familienname.

## Namensträger
- Alarich Seidler (1897–1979), deutscher SA-Führer
- Alfred Seidler (1901–1976), deutscher Politiker (NSDAP)
- Alma Seidler (1899–1977), österreichische Schauspielerin
- Andreas Seidler (* 1965), deutscher Arbeitsmediziner, Epidemiologe und Hochschullehrer
- August Seidler (1779–1851), deutscher Klassischer Philologe
- Beate Seidler, deutsche Squashspielerin
- Brigitta Seidler-Winkler (1936–2021), deutsche Opern- und Konzertsängerin (Sopran)
- Bruno Seidler-Winkler (1880–1960), deutscher Dirigent, Pianist und Arrangeur
- Chris Seidler (* 1960), deutsche Komponistin, Jazz-Sängerin, Autorin
- Claude Seidler (* 1947), deutscher Hockeyschiedsrichter
- David Seidler (1937–2024), britisch-amerikanischer Drehbuchautor
- Eduard Seidler (1929–2020), deutscher Medizinhistoriker und Hochschullehrer
- Emil Seidler (* 1914), österreichischer Eishockeyspieler
- Ernst Seidler von Feuchtenegg (1862–1931), österreichischer Jurist, Hochschullehrer und Politiker
- Ernst Friedrich Seidler (1798–1865), deutscher Reitlehrer, Zivilstallmeister der Berliner Lehr-Eskadron
- Franz W. Seidler (* 1933), deutscher Historiker und Hochschullehrer
- Fritz Seidler (1907–1945), deutscher SS-Hauptsturmführer und Schutzhaftlagerführer
- Georg Seidler (Politiker) (1842–1923), deutscher Politiker, MdL Hessen-Nassau
- Georg Seidler (1900–1943), deutscher Schriftsteller und Forschungsreisender, siehe Hans Löhr (Pädagoge) #Georg Seidler
- Gerhard Seidler (1905–1987), deutscher Jurist, Präsident Oberlandesgericht Braunschweig
- Günter Seidler (* 1950), deutscher Fußballspieler
- Günter H. Seidler (* 1951), deutscher Neurologe und Hochschullehrer
- Harry Seidler (1923–2006), österreichisch-australischer Architekt
- Heinz Seidler (* 1918), deutscher Boxer
- Helga Seidler (* 1949), deutsche Leichtathletin
- Heribert Seidler (1903–1984), österreichischer Maschinenbauer, SA-Brigadeführer und Ratsherr
- Horst Seidler (* 1944), österreichischer Anthropologe und Autor
- Hugo Seidler (1866–1953), österreichischer Maschinenbauer und Hochschullehrer
- Johann Wilhelm Seidler (1718–1777), deutscher Philosoph, Redakteur, Prinzenerzieher und Bibliothekar
- Julius Seidler (1867–1936), deutscher Bildhauer
- Karl August Seidler (1778–1840), deutscher Musiker
- Karoline Seidler-Wranitzky (1790–1872), österreichische Sängerin
- Kim Seidler (* 1983), deutsche Schauspielerin und Produzentin
- Lorenz Seidler (* 1974), österreichischer Künstler, Kurator, Fotograf und Kommunikator
- Louise Seidler (1786–1866), deutsche Malerin
- Maren Seidler (* 1951), US-amerikanische Kugelstoßerin
- Maria Seidler (1888–1972), deutsche Schauspielerin
- Martin Seidler (Kunsthistoriker) (1960–2015), deutscher Kunsthistoriker
- Martin Seidler (Moderator) (* 1964), deutscher Moderator und Redakteur
- Oliver Seidler (* 1998), deutscher Handballspieler
- Paul Seidler (1902–1962), deutscher Politiker (SPD), Mitglied des Abgeordnetenhauses von Berlin
- Philipp Seidler (* 1991), deutscher Schauspieler
- Phillip Seidler (* 1998), namibischer Schwimmer
- Regine Seidler (Pädagogin) (1895–1967), österreichische Pädagogin und Psychologin
- Regine Seidler (Schauspielerin) (* 1970), deutsche Schauspielerin
- Roland Seidler (* 1951), deutscher Schauspieler
- Rosemarie Seidler (* 1960), deutsche Tischtennisspielerin
- Sabine Seidler (* 1961), österreichische Werkstoffwissenschaftlerin und Hochschullehrerin
- Stefan Seidler (* 1979), deutscher Politiker (SSW), Bundestagsabgeordneter
- Stephan Seidler (1893–1966), österreichischer Maler, Galerist, Kunstsammler und Unternehmer
- Susanne Seidler (* 1959), deutsche Theater- und Filmschauspielerin
- Tor Seidler (* 1952), US-amerikanischer Kinder- und Jugendbuchautor
- Walther Seidler (1897–1952), deutscher Politiker (NSDAP)